# Joanna Sandell Wright
Joanna Margareta Sandell Wright, född 5 oktober 1972, är en finlandssvensk journalist och konstkurator.
Joanna Sandell Wright är dotter till den finländske astronomen Göran Sandell (född 1947) och Margareta Brita Elisabeth Sandell (född 1947). Hon utbildade sig till journalist. Hon var 2006–2016 chef för Botkyrka konsthall och 2016–2018 för Kalmar konstmuseum, samt blev 2018 chef för Södertälje konsthall. Hon utsågs i december 2022 till chef för Liljevalchs konsthall i Stockholm från mars 2023.